# Radikálový ion
Radikálový ion je radikál, který má elektrický náboj. Radikálové ionty vznikají jako meziprodukty organických reakcí a objevují se v hmotnostní spektrometrii jako ionty v plynné fázi. Podle znaménka náboje se rozlišují kladně nabité radikálové kationty a záporně nabité radikálové anionty.

## Označování
Radikálové ionty se obvykle označují tečkou v horním indexu, po které následuje označení náboje: {\displaystyle M^{\bullet +}} a {\displaystyle M^{\bullet -}}. V hmotnostní spektrometrii se nejprve zapisuje znaménko náboje a po něm následuje tečka: {\displaystyle M^{+\bullet }} a {\displaystyle M^{-\bullet }}.

## Radikálové anionty
Mnoho aromatických sloučenin může být redukováno pomocí alkalických kovů, například reakcí naftalenu se sodíkem v aprotických rozpouštědlech vzniká sůl sodného kationtu s naftalenovým radikálovým aniontem. Ve spektru z elektronové paramagnetické rezonance (EPR) má tato látka kvintet kvintetů (25 čar). Za přítomnosti zdroje protonů bývá tento radikálový anion protonován a snadno u něj probíhá Birchova redukce.
Elektron se přesune z atomu alkalického kovu do neobsazeného protivazebnéhop-p п* orbitalu aromatické molekuly. Tento přesun je obzvlášť energeticky výhodný, pokud molekuly dobře solvatují kation kovu. Schopnost rozpouštědel tyto ionty solvatovat roste v řadě diethylether < tetrahydrofuran < 1,2-dimethoxyethan < HMPA. Radikálový anion může vzniknout z jakékoli nenasycené molekuly, ovšem protivazebné orbitaly jsou energeticky výhodné pouze u sloučenin s většími konjugovanými systémy. Schopnost tvořit radikálové anionty roste v řadě benzen < naftalen < antracen < pyren. Po přidání zdroje protonů je struktura vzniklé molekuly určena rozložením náboje na radikálovém aniontu, například u antracenu se tvoří převážně 9,10-dihydroantracen.
Příkladem radikálového aniontu neobsahujícího uhlík je superoxidový anion, vznikající přesunem jednoho elektronu na molekulu kyslíku.
Z tetrahydrofuranu lze účinně odstranit vodu pomocí sodíkového drátu za přítomnosti malého množství benzofenonu. Benzofenon se sodíkem redukuje na ketylový radikál, který roztoku dodává výrazné modré zabarvení, i malé množství vody však způsobí redukci tohoto radikálu na alkohol. Zbarvení roztoku tak ukazuje obsah vody a destilovaný tetrahydrofuran může následně obsahovat vodu v hmotnostním zlomku pod 10−5. Tímto způsobem lze z tetrahydrofuranu odstranit také stopy peroxidů.
Obdobné radikálové anionty také vznikají při acyloinové kondenzaci.
Cyklooktatetraen je možné zredukovat kovovým draslíkem, přičemž se díky aromaticitě desetielektronového systému tvoří dianion. Chinony se redukují na polochinonové radikálové anionty. Z dikarbonylových sloučenin podobně vznikají polodionové radikálové anionty.

## Radikálové kationty
Radikálové kationty jsou mnohem méně stabilní než radikálové anionty. Objevují se většinou v hmotnostní spektrometrii. Při elektronové ionizaci molekuly plynu dochází k odtržení elektronu za vzniku radikálového kationtu M+.. Hmotnostní spektrum obvykle obsahuje několik signálů, protože se takto vzniklý ion rozpadá na několik iontových i nenabitých radikálů; například radikálový kation methanolu se přeměňuje na metheniový kation CH3+ a hydroxylový radikál. U naftalenu je ve spektru nejvýraznější signál nefragmentovaného radikálového kationtu. Následně se tvoří další produkty získáním protonu (M+1) a ztrátou protonu (M-1).
Některé sloučeniny obsahující dioxygenylové kationty lze připravit v makroskopických množstvích.

## Organické vodiče
Radikálové kationty vznikají při výrobě vodivých polymerů. Tyto polymery se vyrábějí oxidací heterocyklických sloučenin na radikálové kationty, které následně kondenzují s těmito heterocykly; například polypyrrol vzniká oxidací pyrrolu chloridem železitým v methanolu:
n C4H4NH + 2 FeCl3 → (C4H2NH)n + 2 FeCl2 + 2 HCl
Tyto polymery získávají elektrickou vodivost oxidací. Častými radikálovými kationty ve vodivých polymerech jsou polarony a bipolarony.